# Florence Belkacem
Pour les articles homonymes, voir Belkacem.
Florence Belkacem est une journaliste et écrivaine française née à Paris le 23 août 1967.

## Biographie

### Radio
Florence Belkacem a commencé sa carrière à Europe 1 (alors Europe n°1), qu'elle intègre à la fin des années 1980. Elle quitte finalement la station pour rejoindre une concurrente, RTL, avec des interviews quotidiennes matinales intitulées Jamais Toujours puis Noir sur Blanc de 1993 à 1996. Premier retour à Europe n°1 en février 1997 pour une interview matinale de 30 minutes puis elle rejoint Laurent Ruquier et sa bande de chroniqueurs sur France Inter, dans l'émission Rien à cirer en 1998 et 1999. Deuxième retour à Europe n°1 en septembre 2001 lorsqu'elle anime l'émission Deuxième Chance. 
Le 21 octobre 2013, elle fait une nouvelle réapparition sur Europe 1 dans la bande à Laurent Ruquier et sera chroniqueuse jusqu'au mois de décembre.
Enfin, de septembre 2015 à juin 2018, elle anime durant trois saisons l'émission quotidienne Une certaine idée de la France sur Radio Classique et y réalise plus de huit cents entretiens.

### Télévision
La journaliste apparaît aussi sur le petit écran, puisqu'elle a successivement travaillé pour La Cinq dans l'émission Bains de Minuit de Thierry Ardisson en 1987 et 1988, interviewant notamment Simone Veil, puis à TF1 dans sa propre émission intitulée Je suis venu vous direen troisième partie de soirée (1994-1995).
En septembre 1999, elle tourne avec Guy Bedos le pilote de l'émission Bienvenue en France pour Canal +, mais les deux animateurs ne s'entendent pas et l'émission est déprogrammée.
En septembre 2001, elle participe au lancement d'une nouvelle chaîne, Match TV, et anime l'émission FBI, Florence Belkacem Interview produite par Serge Moati (2001-2002).
En 2007-2008, elle apparaît une ou deux fois par semaine en tant que chroniqueuse dans l'émission On n'a pas tout ditde Laurent Ruquier sur France 2 aux côtés des autres membres de la « bande à Ruquier ».

### Presse écrite
Sa carrière dans la presse écrite commence en 1998 à VSD. Plus de 800 entretiens « Sans concession » - c’est le titre de la rubrique - sont publiés en dernière page de l'hebdomadaire. Sont interrogés Ségolène Royal, Nicolas Sarkozy, François Hollande, Nicolas Hulot, Sœur Emmanuelle, Daniel Auteuil, Carla Bruni, Bertrand Delanoë, Alain Juppé, Marine Le Pen, Amélie Nothomb, Bernard Kouchner, José Bové, Teddy Riner, Matoub Lounès ou encore Philippe Sollers en 2010 et 2012. Le dernier entretien est publié par VSD en juin 2014.
En 2007, elle a réuni ce qu'elle considérait comme ses entrevues les plus significatives des dix premières années dans un ouvrage intitulé Vous pouvez répéter la question ?aux éditions de l'Archipel.

### Édition
Après son départ de Radio Classique, la journaliste décide de se consacrer à l'écriture. Elle publie Coccinelle son premier récit aux éditions du Cherche midien mars 2020 alors que commence le premier confinement et l’ouvrage est choisi par Le Parisien dans sa « sélection des livres de l’été 2020 ». Le récit est ensuite publié au format poche aux éditions Pocket.
Son premier roman, Ces Libellules qui me font signe, paraît en avril 2023 aux éditions Robert Laffont. « Hantée par ses origines franco-kabyles », elle y raconte l'histoire d'un couple mixte des années 1950 aux années 2010. Elle a dédicacé son roman lors du Festival du Livre de Paris en avril 2023.
Son troisième livre, Cueilleuse de signes, paraît en mars 2025 aux éditions Guy Trédaniel. Selon l'auteure, le roman se présente sous forme d'un journal et invite les lecteurs à maintenir le lien avec les êtres aimés qui ne sont plus.
Elle est par ailleurs membre du jury 2025 du prix Françoise-Sagan.

### Curation
Florence Belkacem s’est mobilisée pour la réouverture des musées en janvier 2021 en écrivant avec sa fille une tribune adressée à la ministre de la Culture, tribune publiée dans le journal Le Monde. Les premiers signataires de ce texte étaient Stéphane Bern, Carla Bruni, Jean-Charles de Castelbajac, Luc Ferry, Alexandre Jardin, Frédéric Jousset…
En 2022, elle a commencé une activité de curatrice, notamment au château de Monthyon, demeure de Jean-Claude Brialy de 1959 jusqu'à sa mort en 2007. Lors des Journées du Patrimoine des 17 et 18 septembre 2022 et pour le quinzième anniversaire de la mort du comédien, elle a fait revivre dans plusieurs pièces du château l'atmosphère d'un « haut-lieu de la Nouvelle Vague » lorsque le comédien y recevait Catherine Deneuve et sa sœur Françoise Dorléac, François Truffaut, Romy Schneider, Jean-Paul Belmondo, Jeanne Moreau, Jean Marais ou encore Isabelle Adjani et Barbara.

## Publications
- Vous pouvez répéter la question ?[26], Éditions L'Archipel, 322 pages, 2007.
- Coccinelle[27], Éditions Le Cherche Midi, 140 pages, 2020.
- Ces libellules qui me font signe[28], Éditions Robert Laffont, 234 pages, 2023.
- Cueilleuse de signes, Éditions Guy Trédaniel, 222 pages, 2025